# Kvadratna kupola
| Kvadratna kupola  | Kvadratna kupola                        |
| ----------------- | --------------------------------------- |
|                   |                                         |
| Vrsta             | Johnsonovo telo J3-J4-J5                |
| Stranske ploskve  | 4 trikotniki 1+4 kvadratov 1 osemkotnik |
| Robovi            | 20                                      |
| Oglišča           | 12                                      |
| Dualni polieder   | -                                       |
| Simetrijska grupa | C4v, [4], (*44)                         |
| Vrtilna grupa     | C4, [4]+, (44)                          |
| Značilnosti       | konveksna                               |
| mreža telesa      |                                         |

Kvadratna kupola je v geometriji eno izmed Johnsonovih teles (J4). Dobi se kot rezina rombikubooktaedra. Podobno kot vse druge kupole, je osnovna ploskev mnogokotnik, ki ima dvakrat toliko robov in oglišč kot zgornja ploskev. V tem primeru je osnovna ploskev osemkotnik.

## Ploščina in prostornina
Površina P in prostornina V ter polmer očrtane sfere C se za kvadratno kupolo, ki ima dolžino roba enako a, dobijo s pomočjo naslednjih obrazcev:

{\displaystyle V=(1+{\frac {2{\sqrt {2}}}{3}})a^{3}\approx 1,94281...a^{3}\!\,,}
{\displaystyle P=(7+2{\sqrt {2}}+{\sqrt {3}})a^{2}\approx 11,5605...a^{2}\!\,,}
{\displaystyle C=({\frac {1}{2}}{\sqrt {5+2{\sqrt {2}}}})a\approx 1,39897...a\!\,.}

## Dualni polieder
Dualno telo kvadratne kupole ima 16 trikotniških stranskih ploskev:
| dualna kvadratnakupola | mreža duala |
| ---------------------- | ----------- |
|                        |             |

| 2                | 3               | 4                | 5               | 6                        |
| ---------------- | --------------- | ---------------- | --------------- | ------------------------ |
| digonalna kupola | trikotna kupola | kvadratna kupola | petkotna kupola | šestkotna kupola (ravna) |